# Gjakovë

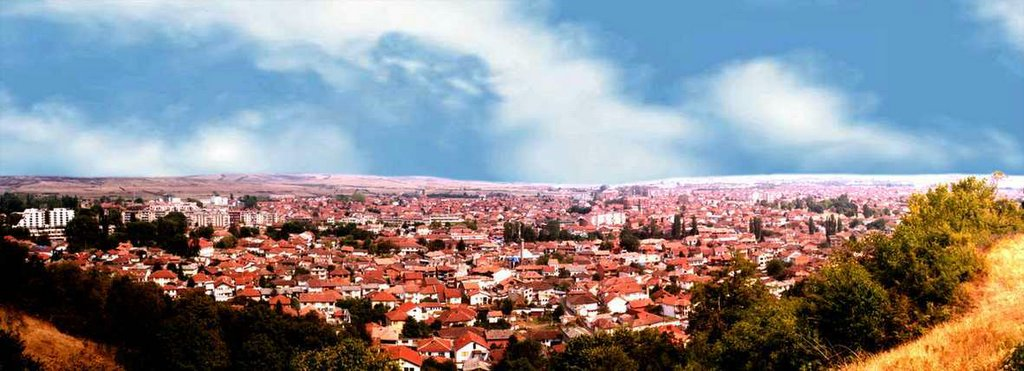
Đakovica.

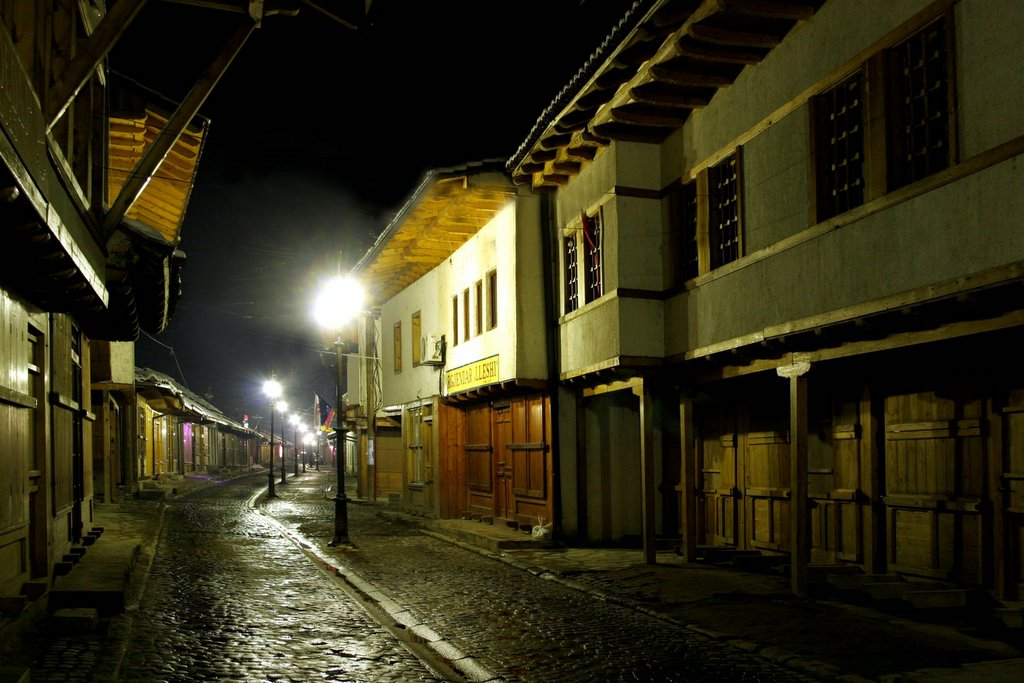
Foto nocturna de Đakovica.

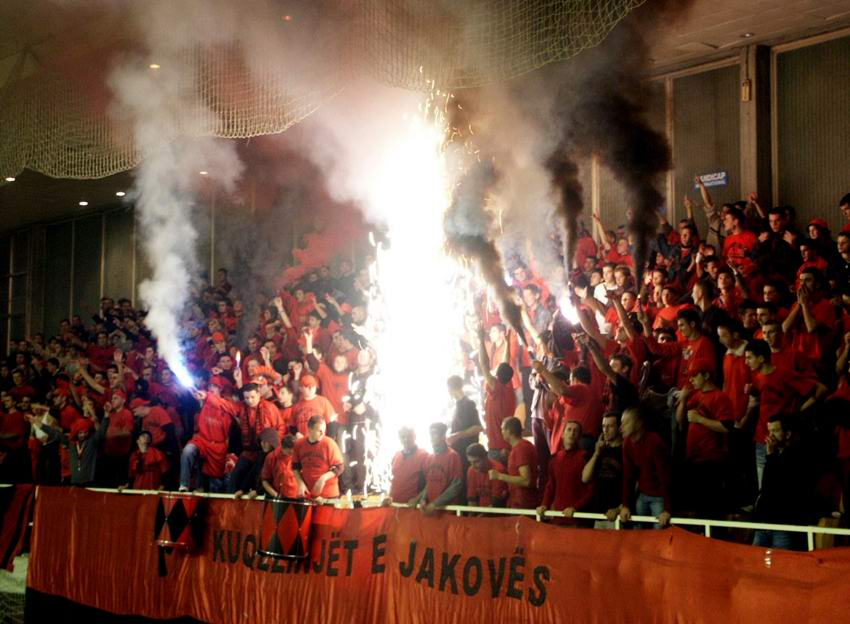
Aficionats del club esportiu "Vëllaznimi" de Đakovica.

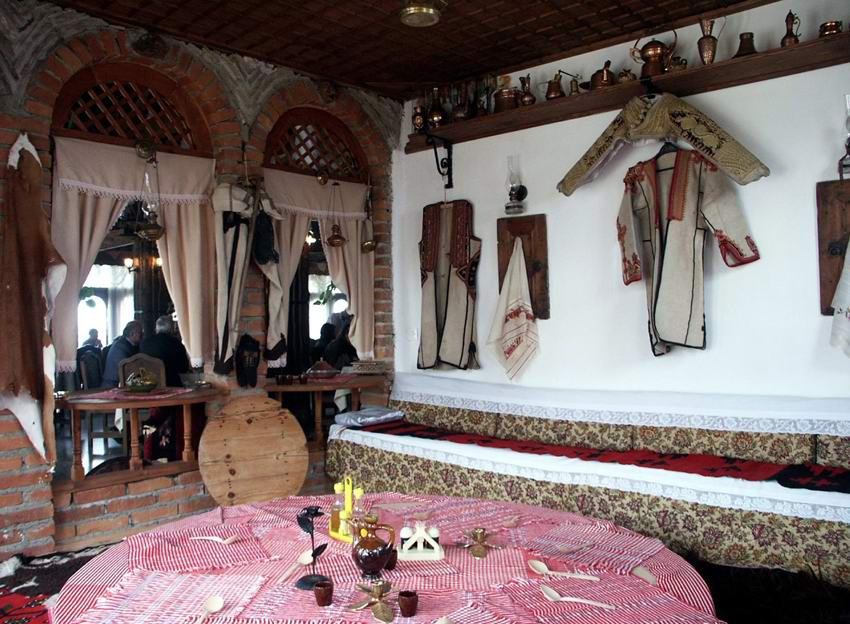
Habitació decorada segons la tradició albanesa, Đakovica.

Gjakovë o Đakovica (albanès: Gjakovë, en serbi: Ђаковица) és una ciutat de Kosovo, capital del districte de Gjakovë.

## Geografia i població
Gjakovë és també el nom del districte administratiu circumdant, que cobreix una àrea de 521 km², inclosa la pròpia ciutat de Gjakovë i 84 llogarets. Abans de la guerra de Kosovo tenia 145.000 habitants. Els albanesos de Kosovo representaven el 93% d'aquesta comunitat.
Segons el cens de 2011, la ciutat tenia 40.827 habitants, mentre que el municipi en tenia 94.556.

## Història

### Gjakovë a la guerra de Kosovo
A l'acabar la guerra, els albanesos representaven el 93% de la població de Gjakovë i les altres ètnies minoritàries suposaven el 7% dels habitants, incloent uns 3.000 serbis de Kosovo, que van viure sobretot a la ciutat principal. La ciutat va patir greument la guerra, amb la seva destrucció i la pèrdua de vides humanes.
Les unitats iugoslaves es van establir a la ciutat, amb dues barraques militars, ja que el risc d'una intrusió del KLA a través de la frontera amb Albània era evident; van ser atacades en diverses ocasions per les forces de l'OTAN. En un incident, un avió de l'OTAN va interpretar malament un comboi de refugiats albanesos i el va atacar, matant a dotzenes de civils.
Les accions a la terra tenien un efecte devastador a la ciutat. Segons el Tribunal Penal Internacional per a l'antiga Iugoslàvia, la OSCE, i les organitzacions internacionals dels drets humans, prop de 75% de la població va ser expulsada de la ciutat per la policia sèrbia, els paramilitars i les forces iugoslaves, i molts civils hi van morir. Àrees grans de la ciutat van ser destruïdes, principalment incendiades i saquejades, però també en la lluita entre les forces de la seguretat del govern i els membres de l'exèrcit de l'alliberament de Kosovo. Les accions de les forces del govern a Đakovica van representar una part important de l'acusació dels crims de guerra de les Nacions Unides del llavors president Slobodan Milošević.
Durant la guerra de Kosovo aquest municipi va resultar molt afectat i es van cometre moltes atrocitats contra la població albanesa local. El nombre desapareguts d'aquest municipi estaria entre dels més alts de tot Kosovo, al voltant de 300. En el curs de l'any actual diverses dotzenes de cadàvers s'han identificat i han estat reornats a les seves famílies, encara que suposen un nombre relativament petit respecte al total de desapareguts.
Durant la campanya del bombardeig de l'OTAN, va ser el lloc del bombardeig de l'OTAN de refugiats albanesos prop de Đakovica.
La major part de la població albanesa va tornar a l'acabar la guerra. El 2001 es van celebrar eleccions lliures, amb una majoria guanyada per LDK. La ciutat vella és un bon exemple. On havien estat destruïdes centenars de botigues durant la guerra, es van tornar a reconstruir. Es van llançar nous mitjans de televisió i ràdio, com Radio Gjakova, Radio Pandora, Radio Amadeus i TV Syri.

## Persones niotables
- Fadil Hoxha, polític i capdavanter de Kosovo durant el regne de Tito.
- Lorik Cana, futbolista professional i juga per a la selecció nacional de futbol d'Albània i l'Olympique de Marsella de França.
- Besnik Hasi, futbolista professional i jugador de la selecció nacional de futbol d'Albània.
- Naim Krieziu, futbolista d'AS Roma als anys 40.
- Mahmut Bakalli, alt oficial i un dels líders de Kosovo.
- Dimitar Obshti, revolucionari búlgar.
- Alban Bokshi, activista polític.
- Ardian Gashi, futbolista albano-noruec.
- Ardian Kozniku, futbolista croat.
- Dr.Ardian B. Gojani, físic.
- Vladimir Durković, futbolista.
- Cyme Lulaj, futbolista de la selecció albanesa femenina absoluta.